# 中国音楽学院
中国音楽学院（ちゅうごくおんがくがくいん、英語: ）は、北京に本部を置く中華人民共和国の音楽大学。1964年創立、1964年大学設置。
同じ北京に位置することから中央音楽学院と混同されやすい。中国音楽学院は中国伝統音楽が主なのに対し、中央音楽学院は西洋音楽を中心としている。

## 沿革・概要
1964年に創立された。